# 安牛站
安牛站（日语：／ Yasuushi eki */?）曾是屬於北海道旅客鐵道宗谷本線的無人站，位於北海道天鹽郡幌延町。車站編碼為W69。電報略號為ヤス。本站已於2021年3月遭到廢站。而站名源自於阿伊努語「yas-us-i」，意思是用漁網捕魚的地方。

## 車站構造
本站在廢站前為單面月台一乘車線的地面車站和無人站。過去則擁有兩座相對式月台和兩條乘車線。本站的站房已撤走，並放置一座舊守車車廂作候車室使用。候車室內設有洗手間但已關閉。

## 車站周邊
車站周圍主要是牧草地，沿天鹽川則有不少河流濕地。南方則有河跡湖。
- 開進集會所 - 舊幌延町立安牛小學遺址。
- 天鹽川

## 歷史
- 1925年7月20日：以日本國有鐵道天鹽線車站之身份啟用。一般車站
- 1977年5月25日：廢止貨物裝卸。
- 1984年：

- 2月1日：取消行李托運服務。
- 11月10日：導入CTC的同時成為無人站。

- 1987年4月1日：日本國鐵分割民營化，本站劃歸由JR北海道繼承。
- 1980年代後期～1990年代初期：車站改建，使用舊車廂改建而成的候車室。
- 2021年3月13日：隨時間表改正，車站被廢除[2][3]。

## 相鄰車站
北海道旅客鐵道（JR北海道）（廢站前）
■宗谷本線
雄信內（W68）－安牛（W69）－南幌延（W70）

## 外部連結
- （日語）JR北海道 – 安牛站 （页面存档备份，存于）
- （日語）全驛參觀之旅 （页面存档备份，存于）